# Lori Berenson
Lori Helene Berenson (New York, 13 november 1969) is een Amerikaanse politiek activist die in 1996 in Peru werd veroordeeld tot levenslange gevangenisstraf vanwege haar betrokkenheid bij en activiteiten voor de guerrillabeweging Tupac Amaru. In 2001 werd dit omgezet in een straf van twintig jaar, waarna op 2010 vervroegde vrijlating volgde op voorwaarde dat ze tot 2015 het land niet zou verlaten. Hoewel Berenson wel degelijk contacten had met Tupac Amaru, was men internationaal van mening dat ze een schijnproces had gekregen. De presidenten Bill Clinton en George Bush drongen bij Peru aan op haar vrijlating.

## Jonge jaren
Lori Berenson werd in 1969 in New York geboren als dochter van professoren Mark en Rhoda Berenson. Haar vader doceerde statistiek, haar moeder natuurkunde. Ze volgde haar middelbareschoolopleiding aan LaGuardia High School en begon daarna aan een studie archeologie en antropologie aan het Massachusetts Institute of Technology. Daar kwam ze in contact met professor Martin Diskin, met wie ze werkte aan projecten om vluchtelingen uit Nicaragua, El Salvador en Guatemala te helpen integreren in de samenleving. Ze staakte haar opleiding om vrijwilligerswerk te doen voor het Committee in Solidarity with the People of El Salvador, een Amerikaanse organisatie die banden had met het Farabundo Martí National Liberation Front: destijds een guerrillabeweging, later een politiek partij. Vervolgens reisde ze naar El Salvador, waar ze secretaresse en vertaler werd voor Salvador Sánchez Cerén, de leider van het Farabundo Martí National Liberation Front. Na de Vrede van Chapultepec in 1992 verhuisde Berenson in 1994 met een Panamese vriend (Pacifico Castrellon genaamd) naar Peru, om onderzoek te doen naar de gevolgen van armoede op Peruaanse vrouwen.

## Arrestatie
In Peru kwam Berenson in contact met leden van de guerrillabeweging Tupac Amaru. Zij zou echter niet geweten hebben dat zij betrokken waren bij deze beweging. Haar nieuwe kennissen namen hun intrek in de grote woning die zij samen met Castrellon in Lima huurde. Zeker vijftien van hen gebruikten het huis als safehouse en als wapenopslagplaats. In augustus verliet Berenson het huis en nam zij haar intrek in een eigen appartement in Lima. In die woning kwamen geen mensen van Tupac Amaru.
Op 30 november 1995 werd ze gearresteerd in een bus in het centrum van Lima, samen met Nancy Gilvonio, de vrouw van Tupac Amaru-leider Néstor Cerpa. Na de arrestatie volgde een inval in het huis waarin Berenson tot voor kort had gewoond. Bij de confrontatie werden een politieagent en vier rebellen gedood. Twaalf guerrilla's werden gearresteerd, onder wie Miguel Rincón, de nummer drie van de beweging. Behalve wapens en munitie werden er ook kaarten en schaalmodellen van het Peruaanse parlement in beslag genomen, en een lijst met namen van volksvertegenwoordigers die het gijzelen waard waren. In 1996 werd Berenson berecht door een militaire rechtbank, waarvan de leden volgens de toenmalige door de regering van Fujimori aangenomen bepalingen een kap over het hoofd droegen. Ze kreeg geen advocaat en mocht zichzelf niet verdedigen. Deze manier van procederen moest de rechters behoeden voor vergeldingen van de guerrilla's, en het moest voorkomen dat revolutionairen door het toedoen van advocaten hun vrijheid terugkregen. Tijdens het proces riep Berenson met rood aangelopen gezicht dat er bij Tupac Amaru geen terroristische criminelen zaten, maar louter revolutionairen, en dat ze hield van deze organisatie. Later zei ze die uitval, waarmee ze een agressieve indruk maakte en volgens veel Peruanen feitelijk schuld bekende, te betreuren. Aangenomen wordt dat op dit moment de rechters zich tegen haar keerden. Lori Berenson werd tot levenslange gevangenisstraf veroordeeld, het standaardvonnis voor guerrillastrijders.

## Gevangenschap
Berenson werd aanvankelijk gedetineerd in gevangenissen in de Andes. De eerste daarvan, de Yanamayo-gevangenis, ligt op 3.650 meter boven de zeespiegel, bij het Titicacameer. Over deze gevangenis oordeelde de Interamerikaanse Commissie voor de Mensenrechten later dat hij ongeschikt was voor zijn doel en dat het leven van de gevangenen er buitengewoon zwaar was.
In de loop der jaren zijn er verschillende pogingen gedaan om Berenson op vrije voeten te laten komen, soms ook voortvloeiend uit zorgen dat ze geen eerlijk proces kreeg of in gevangenschap niet humanitair behandeld werd. Onder meer Bill Clinton en George W. Bush ondernamen pogingen daartoe. Op 17 december 1996 voerde Tupac Amaru een grote, en tevens hun laatste, gijzelingsactie uit op de ambassade van Japan. De guerrilla's eisten vrijlating van honderden van hun gevangengenomen kameraden, waarbij Berenson als derde op de lijst prijkte. Amnesty International betitelde in 1998 haar behandeling in gevangenschap als wreed, onmenselijk of vernederend en riep de Peruaanse overheid op om daar verandering in te brengen. In oktober dat jaar werd Berenson verplaatst naar een andere gevangenis in de Andes, waar ze tot augustus 2000 bleef. Vervolgens werd ze overgebracht naar een vrouwengevangenis in Lima.
Op 21 juni 2001 werd ze na een nieuw proces voor een civiele rechtbank opnieuw veroordeeld, nadat het eerdere vonnis een jaar eerder nietig was verklaard. Dit keer werd ze niet tot levenslang veroordeeld, maar tot een gevangenisstraf van twintig jaar. De rechter meende dat alle eerdere beschuldigingen terecht waren, maar dat Berenson geen gewapend strijdend lid was geweest van Tupac Amaru. Hoewel ze wel uit vrije wil met ze had samengewerkt, gold dat als verzachtende omstandigheid.
In december 2001 werd ze verplaatst naar de maximaal beveiligde Huacariz Gevangenis in Cajamarca, 560 kilometer ten noorden van Lima.
In februari 2002 nam ze deel aan een 25-daagse hongerstaking in een poging verbetering af te dwingen van de leefomstandigheden in gevangenschap en om herziening te bereiken van de anti-terrorismewetten in Peru. De hongerstaking eindigde zonder dat deze doelen werden bereikt, maar een klein jaar laten zouden veel anti-terrorismewetten desondanks worden herzien.
In oktober 2003 trouwde Berenson met Aníbal Apari Sánchez die net als Berenson was veroordeeld voor lidmaatschap van Tupac Amaru. Ze hadden elkaar in 1997 ontmoet in de Yanamayo-gevangenis, in 2003 was hij voorwaardelijk in vrijheid gesteld. In januari 2009 werd Berenson overgebracht naar een gevangenis in Lima. In mei van dat jaar werd daar haar zoon geboren.

## Vrijlating
Op 3 mei 2010 verklaarde de toenmalige minister van justitie Víctor García Toma dat hij niet verwachtte dat Lori Berenson de samenleving enig schade zou kunnen berokkenen, maar ze had zoveel verontwaardiging veroorzaakt bij de burgers van Peru dat hij aanbeval dat zij verbannen zou worden uit Peru. Op 25 mei, na vijftien jaar gevangenschap, werd ze vervroegd vrijgelaten. Ze werd echter niet verbannen maar het werd haar integendeel verboden het land de eerstvolgende vijf jaar te verlaten.
Ze vestigde zich in een appartement in Lima, waar zich dagelijks demonstranten verzamelden die eisten dat ze ofwel uit Peru zou worden gedeporteerd, ofwel opnieuw zou worden opgesloten. Ze schreef daarop een brief naar president Alan García waarin ze zei verantwoordelijk te zijn geweest voor terroristische samenwerking. Ze betreurde de schade die ze de Peruaanse samenleving had aangedaan, en ze verzocht hem haar straf te wijzigen zodat ze kon terugkeren naar de Verenigde Staten. De Peruaanse landsadvocaat voor terrorismebestrijding tekende echter beroep aan tegen haar voorwaardelijke invrijheidstelling. Op 18 augustus 2010 vernietigde het hof van beroep de voorwaardelijke vrijlating en keerde Berenson terug naar de gevangenis. Op 8 november werd ze echter opnieuw voorwaardelijk vrijgelaten. In januari 2011 verwierp het hof een nieuwe poging om de voorwaardelijke vrijlating in te trekken. Ze bleef voorwaardelijk vrij tot het einde van haar twintigjarige straf op 29 november 2015, waarna ze Peru permanent mocht verlaten. Eind december 2011 was ze met toestemming van de autoriteiten voor een kort bezoek al in de Verenigde Staten geweest. Op 2 december 2015 om middernacht verliet Berenson Lima voorgoed met een vlucht naar New York.